# 神様のメモ帳
『神様のメモ帳』（かみさまのメモちょう）は、杉井光による日本のライトノベルおよびそれを原作としたメディアミックス作品。イラスト担当は岸田メル。電撃文庫より2007年1月から2014年9月まで刊行された。

## 概要
都心の繁華街やその周辺の高校などを舞台に、普通の高校生である主人公・藤島鳴海と、雇い主である探偵・アリス、探偵をサポートするニート達が活躍し、ドラッグや暴力団といった現実的・都市的な脅威を描いている。略称は「神メモ」。2015年10月時点でシリーズ累計部数は127万部を記録している。『このライトノベルがすごい！』作品部門では2011年版で10位を獲得している。
ナルミの通っている高校、アリスの探偵事務所などがある街は、東京都心部であることしか書かれていないが、インタビューにおいて作品の舞台が渋谷であることが著者本人によって明かされている。
公式のあらすじで、「ニートティーンストーリー」として紹介されている。作中に登場する多くの人物は、就学せず就労せず職業訓練もしていない若者、つまりニートであることが大きな特徴として挙げられる。なお、この「ニートティーン」（NEET TEEN）という言葉は本作の執筆当時の仮題であり、英語で回文になっている。現在は作者の公式サイトの名称、アニメのサブタイトルとして使われている。
電撃文庫編集者へのインタビュー記事では本作を「多くの人にとってはどうでもいいが少しの人にとっては大変重大な事件をヘタレな主人公が葛藤しながら解決していく点とヒロインの怜悧さ・偏屈さ・初心さ・もろさが入り混じったかわいさが本作の魅力」との趣旨で評している。
本作はプロットよりも先に、まず核となるキャラクターから作りこんでいき、「女子高生が屋上から飛び降りる」という事件を先に設定し、そこに肉付けする形でストーリー展開を考えていったため、渋谷を舞台とした麻薬やギャングが登場する作品となった。また『池袋ウエストゲートパーク』からも強く影響を受けている。

## あらすじ
物語の主人公である藤島鳴海は、父親の仕事の都合上、東京都のM高校に転校する。かねてから鳴海は転校を何度もしてきた。そんな彼を変えたのが、クラスメイトである彩香だ。彼女との出会いが、はなまるラーメンの店裏に集う、様々なニートたちと知り合うきっかけとなる。

## 登場人物
担当声優は、テレビアニメ版 / ドラマCD版の順。また、名前の項のスラッシュは 通称 / 本名 である。

### NEET探偵事務所関係者
アリス / 紫苑寺 有子（しおんじ ゆうこ）
声 -  小倉唯 / 寿美菜子
本作のヒロイン。身長130cm以下で非常に小柄で小顔、色白で長い黒髪を持ち、女性は大概抱きつきたくなる可愛らしい容姿の少女。普段はくまさん柄のパジャマと白いニーソックスを着用している。年齢は、9巻の四代目の証言により、14歳か15歳である。一人称は「ぼく」で、理知的な喋り方をし、多弁家。通称である「アリス」は、本名の湯桶読みと、SF作家ジェイムズ・ティプトリー・Jr.の本名（アリス・ブラッドリー・シェルドン）にちなんでいる。
SFを好み、事務所の看板の文句がティプトリーの『The Only Neat Thing to Do.（邦題：たったひとつの冴えたやりかた）』からのパロディである他、大量に所持しているぬいぐるみの名前もSFにちなんだものが多い。クマの「モッガディート」「リッリルゥ」はティプトリーの『愛はさだめ、さだめは死』から、猫の「ペトロニウス」はハインラインの『夏への扉』から。
深い洞察力と高いクラッキング能力を持ち、コンピュータと周辺機器で埋め尽くされ常時冷房されたNEET探偵事務所から一歩も外に出ないひきこもり。やっていることはハッカーだがニート探偵を自称する。実際に、依頼を受けて調査をし報酬を得る（本人のプライドで依頼が完遂できない場合は報酬を得ようとせず、かかった費用などは自身が払っている）職業探偵であるが、極端な偏食家で、ドクターペッパーを愛飲しており、神様も好むと豪語するほど認め、普通の食事はごく少量しか摂らず、それゆえミンが持ってきた食事もいつも残している（最近では鳴海が側に居ると文句を言いつつもドクターペッパーを飲みながら完食するようになった）。経歴は明らかではないが、学校教育を受けておらず、また実家からは逃亡中の身である。病気か体質か不明だが、一日に一時間程度しか眠らない。また、広所恐怖症であり、屋外では体調を悪くする。NEETの"Employment"を「雇用」と解釈すると仕事をしていても自営業であればニートの定義を逸脱しない、と主張する。最近では鳴海の身を案じるあまり、屋外へ足を運ぶことも多くなってきている。
ニートのため外出する事が少なく鳴海に服装の事を指摘された時は、四季に応じたパジャマがそれぞれ20着ずつあり、気分で着るものも合わせて100は超えると言う。最近では「エラン・ガバ」で購入している。また、クマがプリントされた物やクマのボタンが着いたものがお気に入り。一番のお気に入りは鳴海にプレゼントされたクマのボタンの付いた洋服。犯人を含む関係者に事件の真実を語るため外出する際は黒いドレス状の喪服を着る。
生活能力が欠如しており、風呂にはひとりで入れず、洗濯もできない。また、羞恥心も欠如しており、彩夏やヒロに説明を受けるまで恥ずかしい事（飲み物で間接キス、ベッドで一緒に寝る、シーツやぬいぐるみの匂いをかがせる等）を鳴海にしてきたと理解すると恥知らずと逆ギレするようになり、今ではそれなりの羞恥心を持ち合わせているようになった様子。
自身の助手である鳴海に対し、巻を重ねるにつれて、少しずつ恋愛感情を抱いてきている節があるが、本人のひねた性格が災いして素直になれていない。（アリスにとっての）一大事（風呂等）があるたびに、真っ先に鳴海に連絡を入れる程に信頼している。また、鳴海のセリフに顔全体を赤面させる事も多くなってきた。告白染みたセリフを口走る事もあったが、赤面しぬいぐるみに顔を埋めてしまい言葉を途切れさせる場面もあった。鳴海に対してかなり独占欲が強く、傷付くことを嫌っている。本人は照れ隠しに「ナルミはぼくの助手なのだから」と前置きする事が多くなっている。また、嫉妬深く鳴海の女性関係には意外とうるさい。依頼者や関係者で鳴海が女性に優しくしたり恋人のようなようすを見ると顔を赤くし恥知らず等と罵る。平坂組関係の仕事で四代目にナルミが借りられることを快く思っておらず、しばしば不満が漏れる。
コンピュータネットワークを駆使して自らも情報収集をするが、安楽椅子探偵に近い。ほぼすべての事件で最後に真相を明らかにする役目を担う。その推理や事件解決の流れは、死んでしまった者・いなくなってしまった者の失われた言葉を代弁して明らかにし、事件に対する観点を変更するというもので、京極夏彦の百鬼夜行シリーズとオーソン・スコット・カードの『死者の代弁者』を下敷きとしている。「死者の代弁者」という語は、探偵のあるべき立場としてアリス自身の口からもたびたび語られる。
ドクターペッパーには目がなく、関係サイトやスレッドの書き込みは常にチェックしており侮辱する相手は許さない。また、近くのコンビニで1ダース買う場合もあるが、知り合いの酒屋で全種類を複ダース購入している。常に領収書を切っているため、店主とは顔見知り。酒屋が潰れる事を快く思っていない。鳴海の通うM高校の近くにあり、下校時に領収書を切ってまで購入させようとする。
ニートを題材にしたパソコンゲーム「THEニートマスター（通称・ニマス）」（アリスがソフト、ハードは少佐が担当）や少佐が作成したカードゲーム「ニート王」の監修を行うなど無駄な事に力を入れるなどしている。
『このライトノベルがすごい！』女性キャラクター部門では2011年版で2位、2012年版で5位を獲得している。
藤島 鳴海（ふじしま なるみ）
声 - 松岡禎丞 / 阿部敦
本作の主人公。16歳の男子高校生。クラスは1年4組。誕生日は10月31日。身長164cm・体重51kg。細身で童顔な少年で、容姿はごくごく平凡で特徴がないとされている。『さよならピアノソナタ』の桧川直巳とは、周りの人間が入れ替わっていることに気がつかないほど瓜二つの容姿である。
母親はすでに亡くなっており、父親は家に寄りつかず、姉と二人暮らしをしている。幼い頃から父親の仕事の都合で短い間隔で転校を繰り返してきたせいで、特に親しい友人も出来ず、他人に心を開けない性格であった。独り言がやや多く、考えていることがしばしば口から漏れる。何事も自分のせいだと決めつけてしまう癖がある。彩夏やその他の人々との触れあいをきっかけに、他人に対して徐々に心を開くようになる。
クラスメートとも仲良く接しているようだが、授業中はほとんど寝ているため、寝言で会話しているほうが多いらしい。
勉学の方はイマイチで1巻では赤点が3つだったのが5巻では5つに増えており、探偵業で休むことが多く出席日数も足りなく進学も危うい状態で補習を受けてようやく進学できた。高校では後輩の女子生徒に絶大な人気を誇っており、彩夏曰く「女の子はギャップに弱いから」とのこと。しかし彼自身は変な噂が流れて注目されているとしか思っておらず、アリスを始めとして自身に向けられる好意については、まったく無自覚である。
様々な事件に接触してきたせいか、他人に対する壁も徐々に崩れ、最近では自ら積極的に事件解決に動く。危機感が欠如している節もあり、危険を顧みずに事件に首を突っ込むことが多く、そのたびにアリスと四代目に怒られている。事件に関わるようになってから周りから「アリスに似ている」と評されるようになる。
エンジェル・フィックス事件でアリスに雇われて以来、探偵助手をつとめる。平時はアリスの食事の世話や事務所の掃除、使い走りなどが業務である。身体能力にも情報収集能力にも特筆すべきところはないが、視覚・聴覚が人一倍鋭敏で、観察力に優れている。前述の通り学業は苦手としているが記憶力は抜群に良く、麻雀等の賭け事にも強い（特にチンチロが強く、一人勝ちする場合が多い）。コンピュータにはそれなりに詳しく、絵心もある。四代目の依頼でイベントの広報を担当した際、バンドグループのロゴマークをデザイン、運用した。また、事件時には犯人のモンタージュ写真の作成や画像の加工や似顔絵を一任されており、効果は絶大でかなりの精度を誇る。
追い込まれた状況になると誰も考えつかなかったような奇策を着想し、無鉄砲ともいえるほどの行動力を発揮する。必要な状況では非常に口がうまくなり、ヤクザをも怯ませ、ハッタリをかます話術を持つ。そのため「詐欺師」と称されることが多い。アリスから頭に血が上ると最短距離で真実にたどり着くと評価を受けている。
一般の高校生にはないコネを持つようになり、裏社会において顔と名前が売れている。今では香港マフィアですら無視できない存在となっている。ヤクザの間では評判が良く自分の組に来ないかと誘いを受けるほど。裏社会のフィクサーとして頭角を現し始めており、もはや普通の高校生とは呼べない状況に陥っている。
四代目とはわけあって義兄弟の盃を交わしており、共に調査や仕事にでることが多い。高校生なので組員ではないが、四代目の補佐を担当することが多く、彼が不在の際には平坂組をとりしきることもあり、実際は組のNo.2ということにされている。平坂組組員からは多大な信頼を寄せられ「兄貴」と呼ばれて慕われている。本人は自覚していないが人望が厚く、大規模イベントを運営できるほどの統率力もある。
最近ではヒモの素質があるのではないかと周囲から訝られている。ヒロの師匠でアリスの大叔父にあたる紫苑寺吾郎からは巧みな話術や女性を喜ばせるセリフを学ぶ。服のセンスは確かでヒロやちえみに褒められるほど。
最終話では作家になっている。この『神様のメモ帳』自体がナルミの執筆した手記（という体裁）であり、第5巻の短編集もナルミの書いた事件簿という形態をとっている。4巻では広報用のブログも書いており担当者から読者にかなりの人気があり面白いと評された（このように作中ではたびたび作家としての能力がある事が示唆されおり伏線が張られていた）。
前述の通り器用で、大抵のことはやってのけてしまうが、生活能力のみは皆無であり、料理はまったくと言って良いほど出来ない。「ラーメンはなまる」でアルバイトしていた時期もあったが現在はクビ。その腕前は2時間でどんぶりを5つ割ったり、中身の入った器をひっくり返すなどしてミンから戦力外通告を受けているほど。
篠崎 彩夏（しのざき あやか）
声 - 茅野愛衣 / 本多陽子
鳴海のクラスメイトの少女。栗色の髪のショートカット、可愛らしい小鹿のような瞳と気の強そうな眉が特徴。「ラーメンはなまる」でアルバイトをしている。またアリスを風呂に入れるなど、生活の面倒をみていた。やや天然で気遣いの出来る優しい性格だが、割に毒舌で時折相手を励ますために言った言葉がむしろその人の痛い所をつく結果になり、その度に相手（殆どは鳴海）を落ち込ませている。
趣味は園芸で部活も園芸部、高校の花壇や温室の植物の世話をすべてひとりでこなしていた。学校で孤立していた鳴海を園芸部に強引に入部させ、また「ラーメンはなまる」に連れていってアリスたちと引き会わせた。鳴海の人生観に多大な影響を与えた少女であり、彼女との出会いがなければ現在の鳴海は存在し得なかったと言えるだろう。
当時の鳴海とは対照的に明るく前向きな性格をしているように見えたが、実は人付き合いが苦手で中学校時代は不登校だった経験を持つ。両親は離婚しており、母親と同居している。高校を中退した兄がいる。その兄が脱法ドラッグのエンジェル・フィックスに手を出したことが元凶となり、その原材料となる花を温室で育ててしまう。その秘密を守るために自ら学校の屋上から投身、一命を取り留めるものの記憶喪失になった。
ミン / 黄 明麗（ファン・ミンリー）
声 - 生天目仁美 / 大浦冬華
NEET探偵事務所のあるビル一階の「ラーメンはなまる」の若い女店主。かなり美人で巨乳。香港マフィア「黄道盟」のボスの孫娘だが、ほぼ普通の日本人と同じように育った。常にポニーテール、胸にさらし、タンクトップと黒い腰エプロンという格好をしている。本人曰くラーメン屋の戦闘服とのこと。
「ラーメンはなまる」の裏手はニートたちのたまり場となっており、また実質的にアリスの生活の面倒を見ているため、ニート探偵団の母親役のような存在となっている。喧嘩っ早く相手に苛立った際にはすぐに手が出る性格で、ニートたちの自堕落ぶりを厳しく叱る。しかし本質的には面倒見が良く、ニートたちや鳴海のことも親身に心配するため、慕われている。
氷菓職人を目指していたが、行方不明になった父親のラーメン屋を継いだ。そのため、ラーメン作りよりも氷菓作りの方が格段に上手い。そのため、『はなまる』はラーメン屋であるにもかかわらずアイスを売りのひとつとしており、客からもそれが個性と認められているが本人はラーメン屋としてのプライドはちゃんと持っている。今でも新作開発に余念がなく季節に合わせた物やそのとき手に入ったもので作るアイスも評判が高い。アイス以外にもティラミスなども作る。
平坂組メンバーたちからは「四天王筆頭」として四代目やテツよりも喧嘩が強いと見られている。
ヒロからある事件がきっかけでプロポーズをされるものの、女たらしであることを理由に振り、関係は停滞している。しかし、忙しいからという名目ではなまるのバイトをさせたり、ヒロが他の女性のことを話すたびに不機嫌になって怒り出したりするなど、恋心を抱き始めている節もある。子供の頃はカナヅチだったという。
テツ / 一宮 哲雄（いちのみや てつお）
声 - 松風雅也 / 高橋研二
アリスのもとに集うニート探偵団の一員。金にだらしないが、面倒見が良く頼りになる兄貴分的な存在。専門雑誌を持ち歩くほどのギャンブル好きで、現在はスロットや競馬で生計を立てているニート。鳴海を含む探偵団の実働部隊4人の中ではリーダー格で、先陣を切る事が多い。
鳴海の四つ年上で、同じ高校に通っていたが、とある問題を起こして中退したとされている（当人は自分から辞めたと嘯いている）。退学後も彼の名は在校生に知れ渡っており、伝説化している。高校時代はボクシングをしており、ジムの会長を含む周囲の人々から将来を嘱望されていたが、高校中退と同時期に緑内障と診断されプロになることを断念した。しかしその実力は未だ衰えておらず、ヤクザを相手にしても怯まない度胸を併せ持つ。言動はぶっきらぼうではあるが、実は鳴海の事を気にかけており、彼の考えを察する事も多い。
その実力により数々の事件において都内の刑事たちに何度か貸しを作っており、警察の人間と親しい。そのため警察や暴力団などとのコネクションを持っており、事件解決に役立てることが多々ある。「四天王」の一人であり、四代目とは互角の実力で、一巻の時点で49勝49敗3分。なにかと四代目とはいがみあうことが多いが、鳴海曰く似た者同士らしい。鳴海と彩夏の担任である黒田小百合は高校時代の恩師。
少佐 / 向井 均（むかい ひとし）
声 - 宮田幸季 / 岡本信彦
アリスのもとに集うニート探偵団の一員。大学図書館に資料本を買わせるため、として大学に在学しており、厳密にはニートではない（期限年数いっぱいまで在籍した後退学するつもりと発言している）。かなりランクの高い大学に通っているらしい。またその大学を首席で卒業できるほど頭脳明晰である。しかし、本人は学生としての自分の立場が嫌なようで学生証を燃やそうとしたこともあった。本人曰く、今頃は大学院を飛び級で卒業し大手自動車メーカーに就職しているほど。高校は都内有数の名門進学校に通っており、推薦をとり大学へ進学した。しかし学校生活では悪行を繰り返し、教師からは問題児として認知されていた模様。卒業時は担任に泣いて喜ばれたとのこと。大学推薦枠の数を減らした原因でもある。卒業後もたびたび訪れ、「歴史研究会」の名前を借りたサバゲー部に違法改造やピッキングなどを教え、部下として扱ってきた。
小学生にも間違えられるほど小柄かつ童顔で肌つやがよい。4巻で20歳であることが判明している。ミリタリーマニアなのでいつも迷彩服などを着用してモデルガンを持ち歩き、サバイバルゲームを趣味とする。工学系の卓越した知識と技術を持ち、盗聴器やスタングレネードまでをも自作する。ピッキングも得意とし、侵入や工作のエキスパートである。
鳴海の事を「藤島中将」と呼ぶが、軍の実質的な最高権力者は少佐であると主張しているので敬称としては呼んでいない。探偵団の他の面々とは異なり平坂組では敬意を払われていない。
ヒロ / 桑原 宏明（くわはら ひろあき）
声 - 櫻井孝宏 / 間島淳司
アリスのもとに集うニート探偵団の一員。背の高いホスト風の美青年であり、落とした女性は数百人以上。人当たりが良く、話術も非常に巧みである。テツと同年齢。
ヒモだが、実はミンに対して真剣な恋心を抱いており、プロポーズもしている。彼女のためなら自分の身も一切省みない度胸も持つ。現時点ではヒモであるため信用されておらず、関係は停滞しているようだが、鳴海曰く脈はある模様。ニートであるがミンに頼まれれば大喜びでラーメンはなまるのバイトや手伝いをする。実際に即戦力になり仕出し等も完ぺきにこなした。
中学生の頃から風俗嬢などの住居に転がり込んで生活しているヒモ。両親とも既におらず、まともな環境で育っていない様子。携帯を複数持っており、女性関係や用途によって使い分けている。「主夫」や「ジゴロ」との違いに対し持論を述べるなど「ヒモ」に関する独自の哲学を持っている。
女性関係はだらしないが友人を大切にするため、ナルミに対して最も親身である。街中に女友達がおり非常にまめな対応をするため、とくに情報収集においてそのネットワークが力を発揮する。
元彼女から貰ったBMWを愛車としており、その他の服やアクセサリー等もすべて女性からプレゼントされたものである。
アニメでは、ボディにへこみのある車を運転している。

### 平坂組
四代目 / 雛村 壮一郎（ひなむら そういちろう）
声 - 小野大輔 / 三宅健太
街中の不良青年を集めたチーム「平坂組」の組長。テツ、ヒロと同年齢と思われる。狼のような鋭い目つきで精悍な顔立ちをしており、髪は白く染めている。口は悪く一見冷徹に見えるが、仲間思いで、決断力に優れ、気配りができ、頭も切れる。実はかなりの心配性。素直ではなく、人に弱みを見せることを嫌うため、なにかと一人で背負い込んでしまうことが多い。また、賭け事には非常に弱い。
喧嘩は非常に強く、「四天王」の一人とされる。テツとの喧嘩は一巻の時点で49勝49敗3分。喧嘩以外でも身体能力は長けているようで、野球の試合では投手と遊撃手をこなした。よく狼と表現される事が多い。
関西のテキ屋系の商家且つ大規模企業グループの四代目であり、5年前に実家から逃げて東京に流れ、不良少年たちを束ねて瞬く間にヘッドにのし上がった実力の持ち主。実家を疎ましく思っている素振りは見せるものの、体調を気づかうなど本心では家族として大切に思っている。平坂組やイベントの経理を一手に担当しており、商家に生まれただけにお金にはシビア。鳴海にバイトを依頼した際にはいきなり報酬（日当計算）の話を始めるほど。ヒロたちニートは金銭にだらし無いと言っている。
部下をはじめ、多くの人間は「壮」「壮さん」と呼ぶが、アリス周辺の人間だけは「四代目」というあだ名で呼ぶ。実家を苦手としているために四代目と呼ばれることを快く思っていないが、その嫌がり方がかえってアリスを面白がらせてしまい、あだ名が定着する結果となった。からかわれるときは「ヒナちゃん」と呼ばれる。その名前で呼ぶと凄まれるか怒られるかのどちらか。
商家の息子らしく金にうるさく、非常に建設的な思考の持ち主で理詰めであり、4巻からはイベントコーディネーターとしての仕事も行っている。ナルミのまわりでは最も常識人であり、自堕落なテツ、少佐、ヒロとは線引きをしたがるが、お互いに暗黙の内に信頼し合っている。
当初はただの高校生でありながら事件に関わってくる鳴海を足手まといとしてしか見ていなかったが、やがてその土壇場での行動力を認め、義兄弟の盃を交わし、自分に何かあれば代わりに鳴海が平坂組を仕切れと言うようになるまでになり、口では絶対に言わないものの、本来は誰よりも信頼している。その一方で、ナルミが事件に巻き込まれることに抵抗を覚えており、危機感がないと苦言をもらすことも。知り合った当初から何故か変わらず鳴海のことを「園芸部」と呼び続けている。
組のもう一人の創始者である平坂とは、盃を交わした親友であったが、とある事件をきっかけに訣別した。
部下には秘密にしているが、実は手芸が趣味で、プロ並みの腕前を持つ。アリスのぬいぐるみの修繕も行う。ジャケットに刺繍している昇り龍などは自ら仕上げた物。ぬいぐるみ等には拘りを持っており、善喜の店で足りない生地や糸などを購入している。アリスから早急に修繕するように依頼されるのはもはや日常茶飯事。しかし、それを難なくやり遂げているが、それで徹夜をするのも当たり前。それで組の仕事が遅れるのもしばしば（指揮できる組員が居なかったため）。今では鳴海が指揮を取る事もあるため組の指揮を任せる事も。ぬいぐるみは自分の車に丁重に積ませアリスの部屋等で修繕を行う。もし手芸の事を漏らそうものなら「記憶を失うまで殴る」とのこと。
複数の自動車を所有しており、スマートクーペ、アストンマーティン、シビックなどコンパクトカーやクーペなどに普段は乗っているが、必要に応じてメルセデス・ベンツ・CLなどにも乗る。
平坂 錬次（ひらさか れんじ）
声 - 鈴村健一
四代目と共に組を創りあげた、平坂組のもう一人の創設者。黒髪にいれた稲妻のようなメッシュ、サングラス、関西弁が特徴。忘れ物をする癖がある。
元々はただ喧嘩っ早いだけのごく普通のチーマーのボスだったが、15歳の時に四代目とともに街中の不良少年を束ね、平坂組を創設した。組の名前も平坂錬次の名に由来する。任侠もののVシネマのファンで、平坂組の代紋や独特なしきたりを発案した。
四代目や自身と共に同居していた女性の死亡事件をきっかけに四代目と訣別し、東京を離れた。4巻にて東京に戻り、四代目を潰すために行動を起こす。自分の事をどこか卑下している節がある。よく物を無くしやすく、壊しやすいためなかなか友人が出来ないと語る。東京に戻って四代目のバイトをしている鳴海と知り合う。その際、手を出さないように意識していたら足や頭が出るようになったと笑いながら言う。足だけでも相当強く、一撃で絡んできた不良をノックアウトするほど。戦うスタイルはどこかしら四代目を彷彿させるものがある。
四代目とは五分の（上下のない）盃を交わした間柄。四代目いわく「アホで何考えてるか分からない奴」だが、組員からは現在も四代目と同じく非常に慕われている。テツ、ヒロ、少佐とも非常に親しかったようである。アリスが探偵事務所を開く前に東京を出ているため、アリスとは直接の面識がない。
「四天王」の最後の一人で、笑いながら暴力を振るうために組内外で怖れられた。
岩男（いわお）
声 - 間宮康弘 / 山口りゅう
平坂組の古株で、四代目のボディガード。本名は不明。岩のような体格をしているため、鳴海がそう呼んでいる。頭の方はあまりにも残念で「手を出すな」と言えば「足は出してもいいですか」と訊く。漢字もまともに読めず、10分おきに聞きに来たり慣用句を間違っていたりする。計算もろくに出来ない。
電柱（でんちゅう）
声 - 安元洋貴 / 柳田淳一
平坂組の古株で、四代目のボディガード。本名は不明。非常に身長が高いため、鳴海がそう呼んでいる。岩男よりも会話に参加する機会が多く、四代目の部下たちの代表格となっている。岩男同様に、頭は残念であまり変わらない。間違い電話に気付かず平坂組を巻き込んだ事件にまで発展させた。

### その他
黒田 小百合（くろだ さゆり）
声 - 遠藤綾 
鳴海と彩夏の担任教師。まだ若く、未婚であるにもかかわらず未亡人と言われるほど妙な色気がある。新任の頃は園芸委員会の顧問をしており、また温室に成績不良の生徒を集めて自主的な補習を行っていた。生徒想いなので、人気が高い。テツの恩師である。
篠崎 俊夫（しのざき としお）
声 - 立花慎之介
彩夏の兄。以前は「ラーメンはなまる」にも来ていたニートの一人。以前から脱法ドラッグを摂取しており、エンジェル・フィックスにも手を出していた。現在は、別居している父親に引き取られている。格闘ゲームが得意でかなりの腕前。通称「トシ」。
事件後はバイトをするものの長続きせず、家に引きこもっている。再びエンジェル・フィックスの事件に巻き込まれていく。
墓見坂 史郎（はかみざか しろう）
声 - 日野聡
大学院生。父親は群馬の有力な二世議員。エンジェル・フィックスを精製し若者達の間にばら撒いた張本人。追い詰められ残りのエンジェル・フィックスを多量に摂取したところでアリスにからかわれたまま死亡した。父親は政治家だったため警察も簡単に手を出せずにいた。
フィックスの原料の突然変異のケシの栽培に彩夏を利用していた。8巻にて鳴海たちの住む街にフィックスを広めた理由が判明する。
メオ / チャルニー
声 - 小笠原早紀
タイ人の少女。14歳。顔立ちは日本人に近いが、生粋のタイ人である。肌は褐色で、髪を太い三つ編みにしている。母親が草壁と再婚したため、日本に移住した。母親は後に日本で死亡し、草壁と二人で暮らしている。二億円の入ったボストンバッグを持ってニート探偵事務所に駆け込み、草壁の保護を依頼した。義父である草壁に対して盲目的ともいえるほどの愛情を持っており、将来、真剣に結婚するつもりでいる。
5歳の時から日本にいるので、日本語会話は不自由ないが、漢字は苦手。
たいへん明るく人懐っこい性格をしており、非常にポジティブな考え方の持ち主。思い詰めるとすぐに行動に移るタイプ。鳴海にはとくに懐いている。
草壁 昌也（くさかべ まさや）
声 - 浜田賢二
メオの父親。子連れのタイ人女性と結婚したため、メオとは義理の親娘で、血は繋がっていない。
もとは関西のヤクザであるが、暴力団の拝金体質に嫌気がさして脱会。アジア各地を転々とするうちに数多くの女性と知り合い、日本で働きたいと望む彼女たちを入国させるために人材派遣会社「ハロー・コーポレーション」を設立した。しかし実態は田原組の出資を受けた性風俗経営であり、結局暴力団とは縁を切れていない。
いかにもヤクザ風かつ危険な魅力のある容貌をしているが、娘のメオや、自分が日本に連れてきたアジア人女性たちのことは真剣に気遣う誠実さを持っている。
依林（イーリン）
ヒロの元愛人で、連れ出しパブで働いている大陸系美人の女性。「ハロー・パレス」で草壁・メオの部屋の隣に住んでいる。
鳴海とはかなり親しくなり、事件解決のために何度か手助けをしている。鳴海を中国読みで「ミンハイ」と呼ぶ。
ヨシキ（善喜）
声 - 石田彰
北千住で手芸店「WAKAGI」を経営する若者。四代目とは旧知の仲で、四代目が頭を上げられない数少ない人物の一人。四代目がアリスのぬいぐるみの材料を探す時などに時々訪れ、鳴海も時々訪れては話を聞いてもらったりしている。掛かるコストより手触りやデザイン重視している。
その本来の姿は四代目や錬次と共に暮らしていた女性・ヒソン（喜善）で、5年前に暴力団組長の子供を身籠ってしまったことから組長の妻に刺される。命は助かったものの、子宮を摘出するなど女性としての機能を失ってしまい、女であることを捨て男性として生活している。またその後遺症から身体があまり自由に動かせない。
美嘉(みか)
声 - 葉山いくみ
四代目が夏休みに請け負った音楽イベントにおける広報担当のトータルデザイナーの若い女性。イベントにおけるwebサイトの運営担当だった鳴海と仕事を通して交流を深める。鳴海より年上だが鳴海の事を「藤島さん」と呼ぶ。
女子高生ノリで喋り、鳴海に心配されるくらい感情表現が豊かだが、平坂錬次の指示で動いた偽平坂組メンバーに鳴海と共に襲撃を受けて怪我を負ってしまった際に、暴力沙汰を恐れて仕事から手をひこうとした上司の反対を押し切って仕事を続行しようとするほどに仕事への熱意がある。
羽矢野 薫子（はやの かおるこ）
鳴海の学校の生徒会長。心臓に疾患を持つ兄がいたが、園芸委員らによっていじめを受け、死亡したと、思っていたため、園芸委員の業務を引き継いで不当な予算をもらい続けている園芸部を目の敵にし、生徒会規約を改正してまで潰そうとした。しかし、鳴海に改正の欠点を指摘され改めて改正した。
一部の男子には薫子様と呼ばれて人気があり、性格はきつい。和解後、鳴海の事件を手伝けをするなど態度が優しくなった。
羽矢野 友彦（はやの ともひこ）
故人。薫子の兄。生まれつき病弱で、園芸委員やその他温室にたむろしていた不良生徒にいじめられ、それが原因で死んだことになっている。彼の死後、いじめを行っていた者たちは退学しており、その中にテツも含まれている。黒田の教え子。
香坂 ゆかり（こうさか ゆかり）
鳴海の学校の3年生の女子の先輩で生徒会監査委員長。弱小部を問答無用で潰そうとする薫子に反発し、鳴海に協力してくれる。薫子とは中学からの友人。後に鳴海を監査委員に指名する。
皆川 憲吾（みながわ けんご）
故人。テツの高校時代の同級生で当時の生徒会監査委員長。園芸部の創設者。羽矢野友彦が死亡した事件の関係者とされているが詳細は不明。単位不足で留年し中退した後、エンジェルフィックスによる禁断症状と自傷により死亡。
花田 勝（はなだ まさる）
声 - 藤原啓治
ミンの父親。「ラーメンはなまる」の前の店主だったが、数年前に失踪している。

### 紫苑寺家
紫苑寺 吾郎（しおんじ ごろう）
アリスの大叔父。62歳にしてなお十人以上の女性と交際を続ける凄腕のジゴロであり、ヒロの師匠でもある。
鳴海の持つ天性のジゴロの才能を見抜き、自分の持つ技術を伝えようとした。
大富豪である紫苑寺家からはドロップアウトした人間で、似た境遇のアリスからは憎まれ口を叩かれながらも慕われている。
紫苑寺 茉梨（しおんじ　まり）
アリスの姉。だが本当はアリスの母。自身の父である紫苑寺光紀とまぐわり、アリスを産む。
26歳。「マリー・ショーン」名義でパリで活動するファッションモデルにしてデザイナー。
紫苑寺家の相続騒動を避けるため、アリスと鳴海にパリへの移住を持ちかける。
紫苑寺 螢一（しおんじ けいいち）
アリスと茉梨の従兄弟。IT企業「アスタ・タタリスク」の創業者にして天才プログラマー。
アリスのクラッカーとしての師匠にあたる。相続問題よりも、アリスの才能そのものに強く興味を持ち、手元に置きたがっている。
紫苑寺 光厳（しおんじ みつとし）
アリスと茉梨の大叔父にして紫苑寺家の家長。危篤の床にある。
紫苑寺 光紀（しおんじ みつき）
アリスと茉梨の父。8年前から植物状態である。光厳の甥に当たるが、ほぼ息子として遇されており紫苑寺家の相続人筆頭者である。
瀬戸 藍子（せと あいこ）
茉梨の母。故人。銀座の高級クラブのホステスで光紀の愛人。

### ドラマCDの登場人物
相賀沢 淳（あいがさわ じゅん）
声 - 藤原啓治
ドラマCD 第1巻で登場。
天性の詐欺師。人を騙さずにはいられず、呼吸をするように嘘をつく。本人曰く詐欺は自分のライフワークと語る。その生き様にアリスは共感した。ちえみの父親で、幼い頃から詐欺の片棒を担がせて各地を転々としてきた。ヤクザに不動産詐欺を仕掛けて大金を詐取するが、露見し、拉致される。ヤクザを相手にしても軽口を叩き、平然としていられる度胸にはアリスも呆れるほど。
詐欺師を辞める時は死ぬか捕まるか殺されるまでと語る。ヤクザを相手に詐欺を仕掛けた理由はただなんとなく思いついて試してみたくなったから。
事件の後、古着屋「エラン・ガバ」の店長をやっている。4巻にて名前が登場し若者に人気があり有名になっている様子。
相賀沢 ちえみ（あいがさわ ちえみ）
声 - 佐藤利奈
ドラマCD 第1巻で登場。
相賀沢淳の娘であり、また彼の詐欺師としての助手も務める。最終学歴は中卒で、詐欺師を一生やっていくかどうかぼんやりと悩んでいるが、他にやることもないので父に従って生きている。ヤクザに拉致された父親を助けるためにニート探偵事務所を訪れる。
事件後は、古着屋「エラン・ガバ」の店員としてナルミたちの街に住むことになった。父親と共に服のセンスは確かで人気の高い理由の一つ。
SAKURA / 小早川 さくら（こばやかわ さくら）
声 - 高垣彩陽
ドラマCD 第2巻で登場。
四代目が手掛けたバンドのリーダーとは旧知の仲。その関係で事件の依頼に探偵事務所に訪れた。
ソウルシンガーで若者を中心とした世代に人気がある。シンガーとしてデビューする前はグラビアアイドルとして活動していた事もあり、それをネタに脅迫されることとなる。マネージャーや社長の努力のおかげで今の自分があるため感謝している。歌うことに才能があり、桐島武史に神に与えられた才能とまで言われた。
ファン対応に親切で丁寧な事から事務所内での受けもよい。ダニー大河内の秘蔵子で隠し子など様々な憶測が飛び交っていた。専属のカメラマンもいる。
桐島 武史（きりしま たけし）
声 - 杉田智和
ドラマCD 第2巻で登場。
さくらのマネージャー。デビュー以前からさくらに目をかけておりデビューするまで寝る間を惜しんでまで育て上げた。脅迫の事は知っており、事件を公にせず内々に解決するように依頼する。さくらの過去を知っており、さくらを脅迫する犯人に怒っている。マネージャーとしてはかなり優秀。
周りには内密にしているが女性用の下着（パンツ）が好きという性癖を持っている。本人曰く、そこにパンツがあるから。しかし、法に触れるようなことはせず装着者に興味はなかったものの、さくらの着替えを見た瞬間から使用済みの下着に目覚めてしまう。本人曰く、下着に命が吹き込まれる、らしい。本人は衝撃を受けたと言うが、ヒロは喜劇と笑うが少佐は喜劇を通り越して悲劇だと言う。負い目に感じていた趣味を告白できたことでスッキリした顔になった。
事件解決後はダニー大河内に鉄拳制裁を受け、全治3ヵ月で入院中。一応、仕事中の事故という形で労災も降りているらしく、ダニー大河内に「辞めて責任が取れるなら辞表を出せ」と言われ返答していないらしい。
鳴海はアリス風に言えば「彼のページには、汝、女性の下着を愛せ」と書かれていると言ったがアリスからそんなページは見たくないと否定された。
ダニー大河内（ダニーおおこうち）
声 - 藤原啓治
ドラマCD 第2巻で登場。
さくらの事務所の社長。さくらの過去を知っている人物の一人。四代目の事を知っており、事件解決に動く鳴海らに便宜を図るなど協力的。おねえ言葉で話し、鳴海のように若い人間が好みで目がない。さくらがデビューするまでの武史の苦労を知っている。
昔はジャズシンガーをやっていた。当時は結構売れていたらしい。意外にも武闘派で犯人を捕まえた暁には根性を叩きなおすと語っていた。実際、犯人の武史に鉄拳制裁を下し責任の取り方について尋ねた。
里崎 宗男（さとざき むねお）
声 - 三浦潤也
ドラマCD 第2巻で登場。
さくらの専属カメラマン。さくらのファンでもあり、サンプルではないCDを購入しサインを入れてもらっている。仕事はさくらが優先でホームページのスチールなども作成している。カメラマンの腕は確かだが、際どいアングルが多いと苦情が出ている。
仕事用のパソコンには80年代後半からのアイドルのバストショット画像がT単位で入っている筋金入りのオタク。画像編集にも凝っており、仕事用のパソコンに編集ソフトがあり胸を強調している物が多い。大きく見せたりも出来るが、そのアイドルに見合った最適の大きさに見せる事にプライドがある。女性の好きな部位は胸。本人からすればおっぱいらしい。

## 既刊一覧

### 小説
- 杉井光（著）・岸田メル（イラスト） 『神様のメモ帳』 メディアワークス→アスキー・メディアワークス→KADOKAWA〈電撃文庫〉、全9巻
  1. 2007年1月25日初版発行（1月10日発売[46]）、ISBN 978-4-8402-3691-1
  2. 2007年6月25日初版発行（6月10日発売[47]）、ISBN 978-4-8402-3888-5
  3. 2008年6月10日初版発行（同日発売[48]）、ISBN 978-4-04-867097-5
  4. 2009年7月10日初版発行（同日発売[49]）、ISBN 978-4-04-867910-7
  5. 2010年5月10日初版発行（同日発売[50]）、ISBN 978-4-04-868543-6
  6. 2011年2月10日初版発行（同日発売[51]）、ISBN 978-4-04-870272-0
  7. 2011年7月10日初版発行（同日発売[52]）、ISBN 978-4-04-870691-9
  8. 2011年9月10日初版発行（同日発売[53]）、ISBN 978-4-04-870810-4
  9. 2014年9月10日初版発行（同日発売[54]）、ISBN 978-4-04-866728-9

### 漫画
主人公である鳴海がアリスの助手をしている理由等の説明を省略し、原作の2巻に相当する話から始まり、1巻の話は回想シーンとして語られた。
- 杉井光（原作）・岸田メル（キャラクターデザイン）・Tiv（作画） 『神様のメモ帳』 アスキー・メディアワークス〈電撃コミックス〉、全3巻

1. 2011年4月4日発売[55]、ISBN 978-4-04-870329-1
2. 2011年9月27日発売[56]、ISBN 978-4-04-870892-0
3. 2012年8月27日発売[57]、ISBN 978-4-04-886931-7

## ドラマCD
神様のメモ帳 第1巻「おしゃれサギ師の末路」
2009年7月8日発売、収録時間:74分
時間軸として原作3巻と4巻の間に起きた事件。
エピソード
1. プロローグ
2. ナルミの犯した罪
3. ラーメンはなまるの日常
4. 事件発覚
5. ニート探偵アリスの推理
6. 相賀沢淳の生き様
7. ナルミの覚悟
8. 事件解決
9. 相賀沢ちえみの居場所
10. エピローグ

神様のメモ帳 第2巻「歌姫の危険なアングル」
2010年5月7日発売、収録時間:76分
時間軸として原作4巻が終わりしばらく経った後。
エピソード
1. プロローグ
2. ラーメンはなまるにて
3. 歌姫の悩み
4. 探偵助手・ナルミ
5. 男の生き様
6. さらなる脅迫
7. 歌姫の危険なアングル
8. 汝の愛するもの
9. 譲れない想い
10. エピローグ

TVアニメ『神様のメモ帳』 ドラマCD「シャッターチャンスの裏側」
2011年11月9日発売
エピソード
1. カワルミライ（TV ver.）歌：ちょうちょ
2. ナルミの憂鬱
3. 試験が終わって
4. 盗撮事件
5. コーチ？
6. アリスの憂鬱
7. さらなる投書
8. 部活の日々
9. アリスの見解
10. 盗撮犯の手がかり
11. それぞれの経過
12. 盗撮写真
13. ナルミの知らない真実
14. シャッターチャンスの裏側
15. あすなろ（TV ver.) 歌：鈴村健一

## テレビアニメ
2011年2月にアニメ化が発表され、2011年7月から9月までAT-Xほかにて放送された。

### スタッフ
- 原作 - 杉井光[10]
- キャラクター原案 - 岸田メル[10]
- 企画 - 川村明廣[59]、鈴木一智[59]、井上俊次[59]、土橋哲也[59]、武智恒雄[59]
- 監督 - 桜美かつし[10]
- シリーズ構成 - 水上清資[10]
- キャラクターデザイン - 佐野恵一[10]
- プロップデザイン - 矢向宏志[60]
- 美術監督 - 大西穣[60]
- 美術設定 - 坂本竜[31]
- 色彩設計 - 店橋真弓[60]、木村美保[60]
- 撮影監督 - 大河内喜夫[60]、佐藤敦[60]
- 編集 - 西山茂[60]
- 音響監督 - 明田川仁[59]
- 音楽 - 岩崎琢[60]
- プロデューサー - 湯浅隆明[59]、伊藤善之[59]、藤田敏[59]、福田順[59]
- プロデュース - 川瀬浩平[59]、松倉友二[59]、小山直子[59]
- アニメーション制作 - J.C.STAFF[10]
- 製作 - 『神様のメモ帳』製作委員会（ワーナー・ホーム・ビデオ、アスキー・メディアワークス、ランティス、AT-X、クロックワークス）[31]

### 主題歌
オープニングテーマ「カワルミライ」
作詞 - こだまさおり / 作曲・編曲 - 中山真斗（Elements Garden） / 歌 - ちょうちょ
エンディングテーマ「Colorado Bulldog」（第1話）
WRITERS - Billy Sheehan、Pat Torpey、Eric Martin、Tony Fanucci、Paul Gilbert / 歌 - MR. BIG
エンディングテーマ「あすなろ」（第2話 - 第12話）
作詞・歌 - 鈴村健一 / 作曲・編曲 - 宮崎誠

### 各話リスト
| 話数    | サブタイトル                       | 脚本                | 絵コンテ                       | 演出                | 作画監督                                                             | 総作画監督          | 原作       |
| ------- | ---------------------------------- | ------------------- | ------------------------------ | ------------------- | -------------------------------------------------------------------- | ------------------- | ---------- |
| page.1  | 彼女について知っている二、三の事柄 | 水上清資            | 桜美かつし                     | 神保昌登 鈴木健太郎 | 冨岡寛、矢向宏志、藤井昌宏 冷水由紀絵、佐野恵一                      | -                   | オリジナル |
| page.2  | 君と旅行鞄                         | 伊神貴世            | 二瓶勇一                       | 高島大輔            | 橋口隼人、中村真悟 館崎大、飯飼一幸                                  | 冷水由紀絵 佐野恵一 | 2巻        |
| page.3  | 僕が二人にできること               | 伊神貴世            | 二瓶勇一                       | 高島大輔            | 館崎大、谷口繁則、富山大輔 南伸一郎、児玉亮 藤部生馬、戸田麻衣       | 佐野恵一 冷水由紀絵 | 2巻        |
| page.4  | はなまるスープ顛末                 | 水上清資 高木明日香 | 神保昌登                       | 神保昌登            | 斉藤美香、斉藤敦史                                                   | 佐野恵一            | 5巻        |
| page.5  | あいつは俺を知っている             | 綾奈ゆにこ          | 川面真也                       | 川面真也            | 沈宏、小林亮 伊藤香織、冷水由紀絵                                    | 冷水由紀絵          | 4巻        |
| page.6  | 僕は負けそうだ                     | 綾奈ゆにこ          | 青井小夜                       | 青井小夜            | 福世孝明、松尾亜希子 牛尾優衣、伊藤依織子                            | 佐野恵一            | 4巻        |
| page.7  | 僕にできるすべて                   | 綾奈ゆにこ          | 桜美かつし 二瓶勇一            | 神保昌登            | 竹内昭、松下純子 館崎大、藤部生馬                                    | 佐野恵一 冷水由紀絵 | 4巻        |
| page.8  | 僕は運命を信じない                 | 綾奈ゆにこ          | 柳沢テツヤ 鈴木健太郎 青井小夜 | 鈴木健太郎          | 斉藤美香、斉藤敦史 舘崎大                                            | 冷水由紀絵          | 4巻        |
| page.9  | あの夏の二十一球                   | 伊神貴世            | 桜美かつし                     | 高島大輔            | 田中宏紀、佐野恵一                                                   | 佐野恵一            | 5巻        |
| page.10 | きみについて                       | 綾奈ゆにこ          | 尾見名江子 島津裕行 鈴木健太郎 | 青井小夜            | 橋口隼人、藤部生馬、伊藤香織 小林亮、佐野恵一                        | 佐野恵一 冷水由紀絵 | 1巻        |
| page.11 | ぼくのかけら                       | 伊神貴世            | 二瓶勇一                       | 新井伸浩            | 沈宏、伊藤依織子、館崎大                                             | 冷水由紀絵          | 1巻        |
| page.12 | 君と僕と彼女のこと                 | 水上清資            | 川面真也 桜美かつし            | 川面真也            | 斎藤美香、冷水由紀絵、藤部生馬 小林亮、伊藤依織子 矢向宏志、佐野恵一 | 佐野恵一 冷水由紀絵 | 1巻        |

### 放送局
| 放送地域   | 放送局             | 放送期間                 | 放送日時           | 放送系列   | 備考                                                        |
| ---------- | ------------------ | ------------------------ | ------------------ | ---------- | ----------------------------------------------------------- |
| 日本全域   | AT-X               | 2011年7月2日 - 9月24日   | 土曜 23:30 - 24:00 | CS放送     | 製作委員会参加 リピート放送あり 7月9日は第1話のリピート放送 |
| 東京都     | TOKYO MX           | 2011年7月8日 - 9月23日   | 金曜 25:30 - 26:00 | 独立UHF局  |                                                             |
| 千葉県     | チバテレビ         | 2011年7月9日 - 9月24日   | 土曜 25:00 - 25:30 | 独立UHF局  |                                                             |
| 神奈川県   | tvk                | 2011年7月9日 - 9月24日   | 土曜 25:30 - 26:00 | 独立UHF局  |                                                             |
| 埼玉県     | テレ玉             | 2011年7月9日 - 9月24日   | 土曜 25:35 - 26:05 | 独立UHF局  |                                                             |
| 近畿広域圏 | 毎日放送           | 2011年7月9日 - 9月24日   | 土曜 26:58 - 27:28 | TBS系列    | 『アニメシャワー』第3部                                     |
| 中京広域圏 | 中部日本放送       | 2011年7月13日 - 9月28日  | 水曜 26:30 - 27:00 | TBS系列    |                                                             |
| 日本全域   | ニコニコチャンネル | 2011年7月14日 - 9月29日  | 木曜 12:30 更新    | ネット配信 |                                                             |
| 日本全域   | MovieGate          | 2011年7月14日 - 9月29日  | 木曜 更新          | ネット配信 |                                                             |
| 日本全域   | ShowTime           | 2011年7月15日 - 9月30日  | 金曜 16:00 更新    | ネット配信 | 第1話と最新話会員無料配信 バックナンバーは有料配信          |
| 日本全域   | バンダイチャンネル | 2011年7月28日 - 10月13日 | 木曜 12:00 更新    | ネット配信 | 第1話と最新話会員無料配信 バックナンバーは有料配信          |

### 関連CD
| #         | タイトル                                               | 作詞         | 作曲      | 編曲      | 時間  |
| --------- | ------------------------------------------------------ | ------------ | --------- | --------- | ----- |
| 1.        | 「きみがここに来る二、三の理由」(歌：アリス（小倉唯）) | こだまさおり | 松田彬人  | 松田彬人  | 4:40  |
| 2.        | 「その闇の彼方まで」(歌：アリス（小倉唯）)             | こだまさおり | 松田彬人  | 松田彬人  | 4:11  |
| 3.        | 「きみがここに来る二、三の理由（inst）」               |              |           |           | 4:39  |
| 4.        | 「その闇の彼方まで（inst）」                           |              |           |           | 4:10  |
| 合計時間: | 合計時間:                                              | 合計時間:    | 合計時間: | 合計時間: | 17:40 |

| 全作曲: 岩崎琢。 |                                     |           |            |      |
| #                | タイトル                            | 作詞      | 作曲・編曲 | 時間 |
| 1.               | 「Teddy」(Vocal：Suzi Kim)          | かの香織  | 岩崎琢     | 4:10 |
| 2.               | 「The seamy side」                  |           | 岩崎琢     | 2:51 |
| 3.               | 「事件」                            |           | 岩崎琢     | 2:36 |
| 4.               | 「N.E.E.T.」(Rap：Lotus Juice)      |           | 岩崎琢     | 3:56 |
| 5.               | 「Apathy syndrome」                 |           | 岩崎琢     | 2:54 |
| 6.               | 「園芸部」                          |           | 岩崎琢     | 2:01 |
| 7.               | 「HANAMARU」                        |           | 岩崎琢     | 2:42 |
| 8.               | 「Realize」                         |           | 岩崎琢     | 2:46 |
| 9.               | 「99 NEETs」(Rap：L-VOKAL)          |           | 岩崎琢     | 3:19 |
| 10.              | 「Tender color」                    |           | 岩崎琢     | 2:22 |
| 11.              | 「予感」                            |           | 岩崎琢     | 2:38 |
| 12.              | 「思い出はいつだって優しいから」    |           | 岩崎琢     | 1:21 |
| 13.              | 「Dearest pain」                    |           | 岩崎琢     | 3:00 |
| 14.              | 「真実と優しい嘘」                  |           | 岩崎琢     | 3:00 |
| 15.              | 「Alice in computer room」          |           | 岩崎琢     | 2:33 |
| 16.              | 「2分30秒でわかる楽しいNEET life」  |           | 岩崎琢     | 2:28 |
| 17.              | 「次の金は東にありて」              |           | 岩崎琢     | 2:26 |
| 18.              | 「Antenna」                         |           | 岩崎琢     | 2:32 |
| 19.              | 「漢は多くを語らず」                |           | 岩崎琢     | 3:04 |
| 20.              | 「彩夏」                            |           | 岩崎琢     | 2:12 |
| 21.              | 「Bad trip」                        |           | 岩崎琢     | 1:16 |
| 22.              | 「屋上に咲いた花」                  |           | 岩崎琢     | 1:39 |
| 23.              | 「Hazard」                          |           | 岩崎琢     | 2:39 |
| 24.              | 「Hope in despair」                 |           | 岩崎琢     | 2:35 |
| 25.              | 「真実と事実の狭間」                |           | 岩崎琢     | 2:35 |
| 26.              | 「Sad drops」                       |           | 岩崎琢     | 3:00 |
| 27.              | 「It's the only NEET thing to do.」 |           | 岩崎琢     | 2:44 |
| 28.              | 「Wishful fiction」                 |           | 岩崎琢     | 3:03 |
| 29.              | 「I hope so...」                    |           | 岩崎琢     | 1:56 |
| 合計時間:        | 合計時間:                           | 合計時間: | 76:18      |      |

| #         | タイトル                                  | 作詞      | 作曲      | 編曲      | 時間  |
| --------- | ----------------------------------------- | --------- | --------- | --------- | ----- |
| 1.        | 「Another sky」(歌：篠崎彩夏（茅野愛衣）) | rino      | rino      | 福富雅之  | 4:20  |
| 2.        | 「私だけの空」(歌：篠崎彩夏（茅野愛衣）)  | rino      | rino      | 松田彬人  | 4:50  |
| 3.        | 「Another sky（inst）」                   |           |           |           | 4:20  |
| 4.        | 「私だけの空（inst）」                    |           |           |           | 4:49  |
| 合計時間: | 合計時間:                                 | 合計時間: | 合計時間: | 合計時間: | 18:19 |

| Webラジオ「アリスのこちらニート探偵事務所!」と連動した、ユーザー参加型のバラエティCD。 出演はアリス（小倉唯）、篠崎彩夏（茅野愛衣）。 |                                                     |              |           |           |       |
| # | タイトル                                            | 作詞         | 作曲      | 編曲      | 時間  |
| 1. | 「オープニング」                                    |              |           |           | 0:54  |
| 2. | 「ふつおた〜勤労感謝の日」                          |              |           |           | 15:19 |
| 3. | 「CM1」                                             |              |           |           | 0:15  |
| 4. | 「11.23」                                           |              |           |           | 15:52 |
| 5. | 「カワルミライ -アリスver.-」(歌：アリス（小倉唯）) | こだまさおり | 中山真斗  | 中山真斗  | 3:58  |
| 6. | 「CM2」                                             |              |           |           | 0:15  |
| 7. | 「教えてNEET探偵」                                  |              |           |           | 8:14  |
| 8. | 「助手希望です」                                    |              |           |           | 7:14  |
| 9. | 「エンディング」                                    |              |           |           | 0:54  |
| 10. | 「収録を終えて……」                                  |              |           |           | 6:04  |
| 合計時間: | 合計時間:                                           | 合計時間:    | 合計時間: | 合計時間: | 58:59 |

### Webラジオ
『神様のメモ帳 Presents アリスのこちらニート探偵事務所!』は、2011年6月30日から2012年1月19日まで毎週木曜日更新で、公式ホームページとランティスウェブラジオで配信されたインターネットラジオ。
- パーソナリティ
  - 小倉唯（アリス 役）
- コーナー
  - ふつおた
  - お悩み探偵団
  - ドクペ探求団
  - ラジオドラマ設定案
  - アリ?素（ス）じゃない?

#### ゲスト
- #1、2 川瀬浩平（プロデューサー）
- #3、4 松岡禎丞（藤島鳴海 役）
- #8、9 生天目仁美（ミン 役）
- #15  松岡禎丞（藤島鳴海 役）
- #28、29 松岡禎丞（藤島鳴海 役）

### BD / DVD
各巻（BOX除く）の初回生産限定特典はWeBラジオ「アリスのこちらニート探偵事務所！」を収録したCD-ROMの2枚組、封入特典の特製ブックレット、原作・杉井光書き下ろしショートストーリー「神様のメモ帳リバーシブル」＋解説書、特製デジパック仕様。
| 巻  | 発売日         | 収録話           | 規格品番   | 規格品番   |
| 巻  | 発売日         | 収録話           | BD         | DVD        |
| --- | -------------- | ---------------- | ---------- | ---------- |
| I   | 2011年9月28日  | page.1、page.2   | 1000232045 | 1000232044 |
| II  | 2011年10月26日 | page.3、page.4   | 1000239482 | 1000239481 |
| III | 2011年11月30日 | page.5、page.6   | 1000239479 | 1000239478 |
| IV  | 2011年12月21日 | page.7、page.8   | 1000239476 | 1000239475 |
| V   | 2012年1月25日  | page.9、page.10  | 1000239473 | 1000239472 |
| VI  | 2012年2月29日  | page.11、page.12 | 1000239470 | 1000239469 |
| BOX | 2012年12月26日 | page.1 - page.12 | 1000368704 |            |

## モバイルアプリ
2011年、アスキー・メディアワークスにて「神様のメモ帳 携帯壁紙」が配信。同年、BIGLOBEにて「神様のメモ帳 めざまし」と「嫁コレ」が配信。

## 備考
2021年4月に、YouTubeで配信している公式電撃文庫チャンネルの「電撃文庫朗読してみた」という企画で約8分ほどの松岡禎丞の朗読が配信された。